# Liste des pièces commémoratives de 2 euros de 2007
Carte
- deux pièces commémoratives de 2 € émises
- une pièce commémorative de 2 € émise
- ne fait pas partie de la zone euro

Chronologie
2006 2008
Pour un article plus général, voir Pièce commémorative de 2 euros.
Une pièce commémorative de 2 euros est une pièce de 2 euros frappée par un État membre de la zone euro ou par un des micro-États autorisés à frapper des pièces de monnaie libellées en euro, destinée à commémorer un événement historique ou célébrer un événement actuel important. 
Cet article répertorie les 7 pièces commémoratives émises en 2007 (hors émission spéciale commune célébrant le 50e anniversaire du Traité de Rome).
Pour la première fois, tous les États membres de l'Union européenne utilisant l'euro frappent une pièce avec un même dessin commémorant le 50e anniversaire du Traité de Rome, avec les légendes adaptées selon la langue du pays. La série comprend donc 13 pièces, avec l'adoption de l'euro par la Slovénie, au 1er janvier 2007.
Exception à la règle : en cas de pièce commune, les États peuvent émettre une deuxième pièce commémorative. L'Allemagne, la Finlande, le Luxembourg et le Portugal émettent ainsi une deuxième pièce pour l'année 2007. Le Portugal émet sa première pièce à son initiative.
Ne faisant pas partie de l'Union européenne, les micro-États n'émettent pas de pièces sur le Traité de Rome. Saint-Marin et le Vatican poursuivent sur leur lancée des années précédentes en émettant chacun une pièce. Monaco frappe sa première pièce commémorative de 2 € à l'occasion du 25e anniversaire de la mort de la Princesse Grace.
À la suite de l'entrée de la Slovénie dans la zone euro, la face commune est modifiée montrant désormais une carte du continent européen, en lieu et place d'une carte montrant les 15 États-membres de l'Union européenne, lors du passage à l'euro. Toutes les pièces commémoratives de 2007 reprennent la nouvelles face commune à l'exception des pièces de Saint-Marin et du Vatican.
Un total de 20 pièces commémoratives est donc émis en 2007, soit 13 pièces de plus que l'année précédente.

## Pièces émises

### Émissions nationales
| Allemagne                | Présidence du Mecklembourg-Poméranie-Occidentale au Bundesrat |                       |
|                          | Cette pièce est la deuxième de la première série de 16 pièces de 2 € commémoratives sur les Länder allemands. La représentation du Château de Schwerin. Les mots MECKLENBURG-VORPOMMERN (Mecklembourg-Poméranie-Occidentale) apparaissent sous le château. Les douze étoiles du drapeau européen forment un demi-cercle sur la partie supérieure de l'anneau externe, interrompu par le millésime 2007 au sommet de la pièce. Le nom du pays émetteur BUNDESREPUBLIK DEUTSCHLAND forme un demi-cercle sur la partie inférieure de l'anneau extérieur. |                       |
| Graveur : Heinz Hoyer    | \| Gravure sur la tranche : \| Date : \| Tirage : \| \| \| 2 février 2007 \| 30 millions de pièces[3] \| |                       |
| Gravure sur la tranche : | Date : | Tirage :              |
|                          | 2 février 2007 | 30 millions de pièces |

| Finlande                    | 90e anniversaire de la déclaration d'indépendance finlandaise |                      |
|                             | La représentation de neuf personnes ramant dans un bateau avec de longues rames. Le millésime 2007 et l'année 1917 figurent respectivement dans le haut et dans le bas du dessin. La mention du pays émetteur FI apparaît du côté droit. L'anneau externe de la pièce comporte les douze étoiles du drapeau européen. |                      |
| Graveur : Reijo Paavilainen | \| Gravure sur la tranche : \| Date : \| Tirage : \| \| \| Décembre 2007 \| 2 millions de pièces[5] \| |                      |
| Gravure sur la tranche :    | Date : | Tirage :             |
|                             | Décembre 2007 | 2 millions de pièces |

| Luxembourg                                  | Palais grand-ducal |                     |
|                                             | Sur la droite, l'effigie du Grand-Duc Henri, de profil à gauche, devant la représentation du Palais grand-ducal, qui figure sur le côté gauche. Le millésime 2007 est inscrit sur le côté gauche en vertical. Le nom du pays émetteur LËTZEBUERG apparaît sous le dessin. L'anneau externe de la pièce comporte les douze étoiles du drapeau européen. |                     |
| Graveur : Alain Hoffmann Thomas Pesendorfer | \| Gravure sur la tranche : \| Date : \| Tirage : \| \| \| Février 2007 \| 1 million de pièces[7] \| |                     |
| Gravure sur la tranche :                    | Date : | Tirage :            |
|                                             | Février 2007 | 1 million de pièces |

| Monaco                         | 25e anniversaire de la mort de la Princesse Grace |               |
|                                | Cette pièce est la première pièce commémorative de 2 € émise par Monaco. L'effigie de la Princesse Grace, de profil tourné vers la gauche. La légende MONACO, suivie du millésime 2007, est inscrite en arc de cercle en bas à droite. L'anneau externe de la pièce comporte les douze étoiles du drapeau européen. |               |
| Graveur : Roger Bertrand Baron | \| Gravure sur la tranche : \| Date : \| Tirage : \| \| \| Juillet 2007 \| 20 000 pièces \| |               |
| Gravure sur la tranche :       | Date : | Tirage :      |
|                                | Juillet 2007 | 20 000 pièces |

| Portugal                 | Présidence portugaise du Conseil de l'Union européenne |                      |
|                          | Cette pièce est la première pièce commémorative de 2 € émise par le Portugal. La représentation d'un chêne-liège (Quercus suber) sous les branches duquel on trouve les armoiries portugaises, du côté gauche ; du côté droit, l'indication du pays émetteur POR TU GAL est écrit sur trois lignes. La légende 2007 PRESIDÊNCIA DO CONSELHO DA UE (2007 Présidence du Conseil de l'UE) est inscrite en demi-cercle dans le bas près des armoiries. L'anneau externe de la pièce comporte les douze étoiles du drapeau européen. |                      |
| Graveur : Irene Vilar    | \| Gravure sur la tranche : \| Date : \| Tirage : \| \| \| Juillet 2007 \| 2 millions de pièces \| |                      |
| Gravure sur la tranche : | Date : | Tirage :             |
|                          | Juillet 2007 | 2 millions de pièces |

| Saint-Marin                         | 200e anniversaire de la naissance de Giuseppe Garibaldi, le 4 juillet 1807 à Nice (France) |                |
|                                     | L'effigie de Giuseppe Garibaldi. L'inscription SAN MARINO et le millésime 2007 sont gravés le long de l'anneau respectivement du côté gauche et du côté droit. L'anneau externe de la pièce comporte les douze étoiles du drapeau européen. |                |
| Graveur : Ettore Lorenzo Frapiccini | \| Gravure sur la tranche : \| Date : \| Tirage : \| \| \| Octobre 2007 \| 130 000 pièces \| |                |
| Gravure sur la tranche :            | Date : | Tirage :       |
|                                     | Octobre 2007 | 130 000 pièces |

| Vatican                                                             | 80e anniversaire du Pape Benoît XVI |                |
|                                                                     | Le buste du Pape Benoît XVI de profil, tourné vers la gauche. La légende BENEDICTI XVI P.M. AETATIS ANNO LXXX (Benoît XVI, Grand Pontife, 80 ans d'âge) et l'indication du pays émetteur CITTÀ DEL VATICANO entourent le portrait. Le millésime 2007 apparaît du côté gauche. L'anneau externe de la pièce comporte les douze étoiles du drapeau européen. |                |
| Graveur : Daniela Longo (création) Maria Carmela Colaneri (gravure) | \| Gravure sur la tranche : \| Date : \| Tirage : \| \| \| Octobre 2007 \| 100 000 pièces \| |                |
| Gravure sur la tranche :                                            | Date : | Tirage :       |
|                                                                     | Octobre 2007 | 100 000 pièces |

### Émission spéciale commune pour le50eanniversairedu Traité de Rome
| Zone euro    | 50e anniversaire du Traité de Rome |
|              | Tous les pays de l'Union européenne utilisant l'euro ont émis le 25 mars 2007 une pièce commémorative de 2 € à l'occasion du 50e anniversaire du traité de Rome. Le centre de la pièce représente le traité signé par les six États membres fondateurs devant un arrière-plan évoquant le dallage, dessiné par Michel-Ange, de la place du Capitole, à Rome, où le traité a été signé le 25 mars 1957. La traduction du mot EUROPE figure au-dessus du livre. La traduction des mots TRAITÉ DE ROME et de 50 ANS est inscrite au-dessus du dessin. L'année 2007 et le nom du pays émetteur sont inscrits sous le dessin. L'anneau externe de la pièce comporte les douze étoiles du drapeau européen. Une exception existe pour le Luxembourg où la loi exige que le portrait du grand duc figure sur toutes les pièces, le portrait de celui-ci apparaitra donc en filigrane sur le côté inférieur gauche de pièce. Aux Pays-Bas, une loi similaire exigeant que le chef de l'État (le roi ou la reine) figure sur toutes les pièces, a été amendée pour participer à cette commémoration, cet amendement n'est valable que pour les émissions communes. Monaco, Saint-Marin et le Vatican ne font pas partie des pays émetteurs car ils ne sont pas membres de l'Union européenne. Cette pièce est la première pièce commémorative de 2 € émise par la France, l'Irlande, les Pays-Bas et la Slovénie. |
| Graveur :    | \| Date : \| Tirage : \| \| 25 mars 2007 \| 87,5 millions de pièces au total \| |
| Date :       | Tirage : |
| 25 mars 2007 | 87,5 millions de pièces au total |

## Compléments

### Lectures approfondies
- Olivier Fournier (dir.), €5 : €monnaies et €billets 1999-2009, Paris, Les Chevaux-Légers, 2009 (ISBN 978-2-916996-13-4)
- Catalogue euro, Monnaie et billets 2014, Geesthacht, Leuchtturm, 2014 (ISBN 978-3-00-026627-0)